# Heinz Branitzki
Heinz Branitzki (* 23. April 1929 in Zülz, Oberschlesien; † 2. August 2016 in Leonberg) war ein deutscher Industriemanager. Der Diplom-Kaufmann trat 1965 in das Unternehmen Porsche ein, dessen Finanzvorstand er 1972 wurde. Als der Vorstandsvorsitzende Peter W. Schutz seinen Stuhl räumen musste, wurde Branitzki Anfang 1988 dessen Nachfolger. Diesen Posten hatte er bis März 1990 inne, ehe er von Arno Bohn abgelöst wurde. Anschließend leitete er noch die Ifa Personenkraftwagen AG in Chemnitz.